# Storkower Straße (Berlin)
Die Storkower Straße in Berlin ist ein mehr als vier Kilometer langer Verkehrsweg, der durch Zusammenführung oder Verlegung verschiedener vorher vorhandener Straßen in den 1960er und 1970er Jahren gebildet wurde. Sie verläuft leicht bogenförmig durch den Ortsteil Prenzlauer Berg im Bezirk Pankow sowie die Ortsteile Fennpfuhl und Lichtenberg im Bezirk Lichtenberg.

## Geschichte
Die Namensgebung des Verkehrsweges erfolgte vor 1919 nach dem Städtchen Storkow (Mark) südöstlich von Berlin. Der Straßenname ist erstmals in den Berliner Adressbüchern ab 1919 im Bereich des Amtsgerichts Berlin-Weißensee, Landgericht III nachweisbar. Die unbebaute Storkower Straße verlief anfangs zwischen der Greifswalder Straße und der Kniprodestraße, einzige Querstraße war die Beeskower Straße.
Wohngebäude im nordwestlichen Bereich bis zur Kniprodestraße wurden dann ab Mitte der 1920er bis Anfang der 1940er Jahre errichtet und bezogen. Nun verlief die Storkower Straße ab Haus Nummer 1 (auf der rechten Seite die ungeraden Nummern) über die Kniprodestraße bis zur Maiglöckchenstraße (Haus Nummer 95), weitere Querstraßen waren hinzugekommen. Der südliche Abschnitt führte jedoch noch bis Mitte der 1950er Jahre durch ein Kleingartengelände. Die meisten neuen Wohnhäuser oder Grundstücke (25–95) waren Eigentum der Gemeinnützigen Siedlungs- und Wohnungsbaugesellschaft Berlin.
Zwischen 1962 und 1966 ließ der Ost-Berliner Magistrat einen umfangreichen Gewerbestättenkomplex im Abschnitt nordöstlich der damaligen Leninallee (heute: Landsberger Allee) anlegen, was einer nochmaligen Verlängerung der Straße gleichkam.

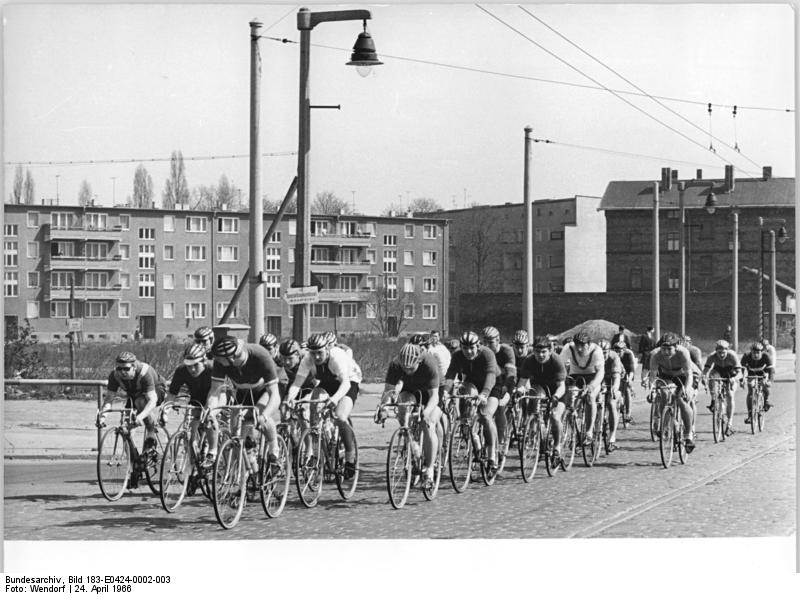
Fahrradrennen 1966 durch die Leninallee, der Pulk befindet sich auf der Kreuzung zur Storkower Straße.
Das im Hintergrund rechts zu sehende Gebäude war das frühere Lichtenberger Steuerhaus, es wurde in den 1980er Jahren abgerissen.

Mit der Errichtung des damaligen Neubauviertels Lichtenberg Nord (ab 2001 Ortsteil Fennpfuhl) in den 1970er Jahren wurde die Storkower Straße von der Leninallee über das Kleingartengelände bis zur Möllendorffstraße verlängert. Die bis dahin eher unbedeutende Storkower Straße wurde dadurch zu einer wichtigen Verkehrsader. In ihrer jetzigen Führung und Länge wurde die Straße am 2. April 1975 neu gewidmet. Bei dieser Gelegenheit wurde die Hausnummernzählung vollständig neu festgelegt.

## Beschreibung
Die stark befahrene Storkower Straße verläuft parallel zur Ringbahn. Sie durchquert die Bezirke Pankow (mit dem Ortsteil Prenzlauer Berg) und Lichtenberg (mit dem Ortsteil Fennpfuhl). Die Südseite der Straße gehört zwischen Rudolf-Seiffert- und Möllendorffstraße zum Ortsteil Lichtenberg. Die Hausnummernführung erfolgt nach Berliner Art, d. h. die ungeraden Nummern wurden für die Südwestseite, die geraden für die Nordostseite vergeben.
Das Hotelgebäude an der Südwestecke der Kreuzung mit der Landsberger Allee (am S-Bahnhof Landsberger Allee) trägt die Hausnummer 106, es dominiert, zusammen mit dem später gebauten Landsberger Forum, die Westseite der Kreuzung.
Auf der Südwestseite der Straße schließen sich auf den Grundstücken 174 und 176 eine Tankstelle und ein Discounter (Aldi) auf der Fläche zur Ringbahn bis zur Thaerstraßenbrücke an. An der Südseite folgt der Bahngraben ohne weitere Grundstücke bis zum S-Bahnhof Storkower Straße. Der weitere Südbereich der Straße östlich der Rudolf-Seiffert-Straße bis zur Möllendorffstraße gehört zum Ortsteil Lichtenberg.
Die Nordseite der Storkower Straße umfasst im Fennpfuhler Abschnitt die Grundstücke 175–225, vorwiegend hinter Baumstreifen vom Straßenlauf getrennt. Aufgelockerte Bebauung (Storkower Straße 175, 177–185, 187–195 und 197–205) bestimmt den Straßenabschnitt. Etwa 500 Meter ab der Landsberger Allee gibt es Grünflächen; hier ist die Straße auf über 30 Meter verbreitert, so stehen vier Fahrstreifen je Fahrtrichtung auf allen heranführenden Straßen zur Verfügung.
Weithin sichtbar ist das Gustavo-Haus, ein von der Substanz 21-geschossiges Punkthochhaus, allerdings mit der Zuordnung zur Franz-Jacob-Straße 1/3. Auffallend ist der Baukomplex ‚Storkower Bogen‘ (207, 207a, 207b), nach der politischen Wende von einem Investor als Handels- und Gewerbezentrum errichtet. Vorgelagert gibt es einen Buswendeplatz am S-Bahnhof. Auf der Parzelle 209a steht die Olof-Palme-Oberschule mit Sporthalle und Sportplatz. Die vier sanierten WBS-70-Blöcke 211/213, 215/217, 219/221, 223/225 stehen an der Straßenfront zwischen Paul-Junius- und Alfred-Jung-Straße. Hinter ihnen befindet sich die Grundschule Am Fennpfuhl.

## Besonderheiten

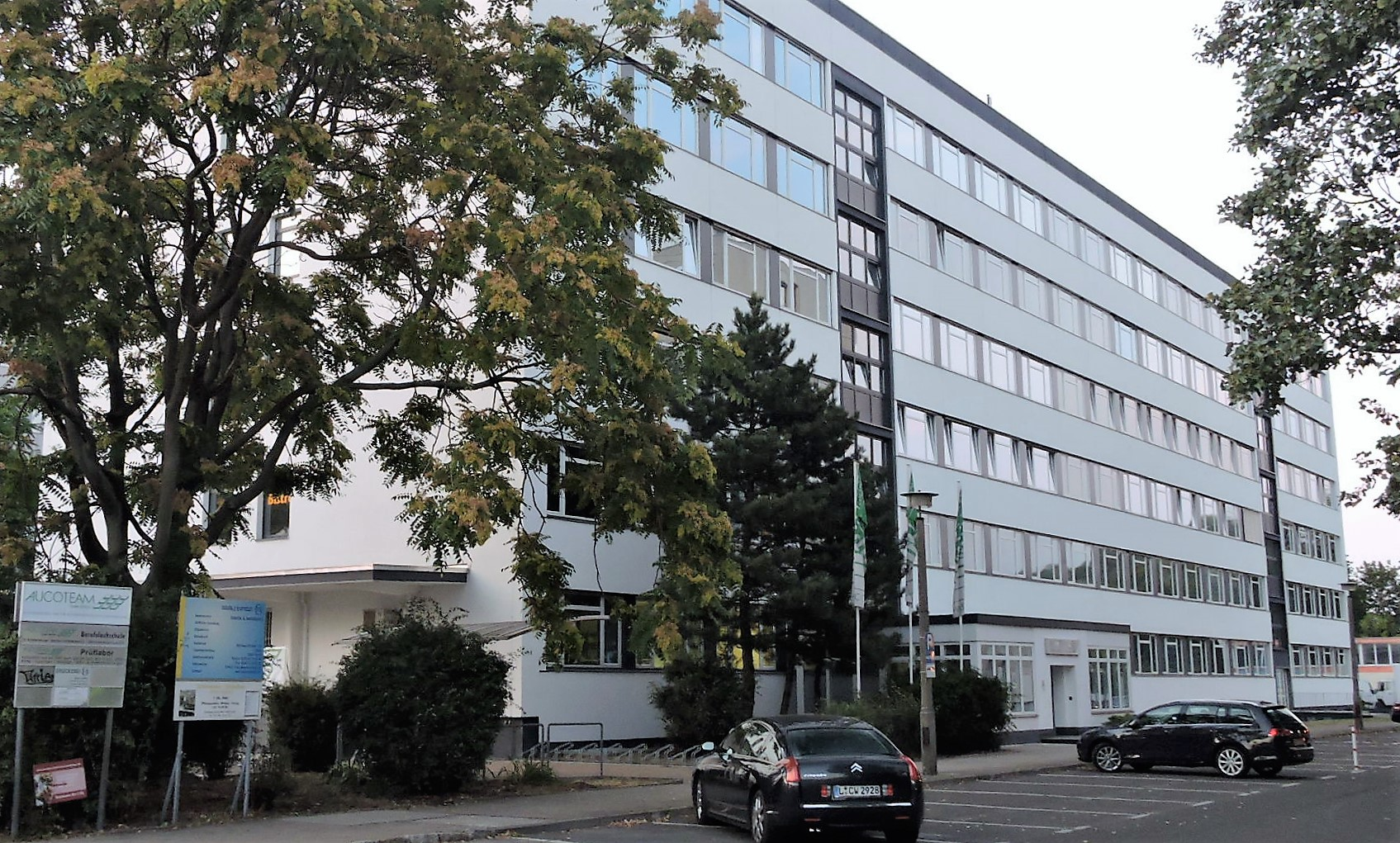
Gebäude des ehemaligen Instituts für Regelungstechnik und Prozessautomatisierung

### Bebauung
Die Straße bildet im Bezirk Lichtenberg die Grenze zwischen den Ortsteilen Fennpfuhl und (Alt-)Lichtenberg.
Im südöstlichen Bereich des Ortsteils Prenzlauer Berg, im Gewerbestättenkomplex, siedelten sich unter anderem die Betriebe TT-Bahnen und das Institut für Regelungstechnik und Prozeßautomatisierung (IRP) an. Nach der politischen Wende wurden zahlreiche Gebäude leergeräumt, teilweise auch abgerissen. Im Haus des IRP verblieb eine Firmenausgründung, das AUCO-Team.
Die nordöstlich etablierten Flach- und Plattenbauten fanden größtenteils neue Nutzer. Diese reichen von kleinen Dienstleistern wie Autowerkstätten, Möbelläden oder Gebäudereinigern bis zu größeren Unternehmen und Einrichtungen wie einer Filiale der Sparda-Bank (Nr. 101a), der Agentur für Arbeit Pankow (Nr. 120) oder dem Kaufland (Nr. 139).
Auf der nordwestlichen Ecke der Kreuzung mit der Landsberger Allee wurde noch während der Umbauarbeiten am Andels's ein weiteres Gewerbegebäude hochgezogen. Darin fanden ein Sportartikelanbieter, eine Bäckerei, ein Lebensmittelladen und ein Burger King Verkaufsflächen. In den oberen Etagen sind Arztpraxen, Dienstleister und ein Hostel zu finden.
Direkt an der südwestlichen Ecke der Kreuzung mit der Landsberger Allee (Nummer 106) steht das Hotel Andel’s, das 1997 begonnen wurde. Da sahen die Planungen jedoch noch den Bau der Landsberger Arkaden, einer vom Architekten Aldo Rossi entworfenen städtebaulichen Dominante, des „Eingangstors zu Lichtenberg“ vor. Nach der Fertigstellung des Rohbaus ging der Immobilienfirma das Geld aus, und die Bauarbeiten wurden eingestellt. Einige Jahre dauerte die Suche nach einer Lösung, die u. a. sogar einmal den Einzug der Lichtenberger Bezirksverwaltung hier vorsah. Schließlich fand sich der österreichische Unternehmer Andel, der hier durch bauliche Anpassungen schließlich ein Hotel eröffnen konnte. Die vorher an dieser Stelle vorhandene, in Ost-Berlin gut bekannte Tierhandlung Zoologica war dafür abgerissen worden.
Im südwestlichen Bereich – zwischen der Landsberger Allee und der Möllendorffstraße – entstanden nach und nach weitere Wohnbauten.
Bemerkenswert ist die Fußgängerbrücke über die Ringbahn und den ehemaligen Zentralvieh- und Schlachthof am S-Bahnhof Storkower Straße, ehemals die längste Fußgängerbrücke Europas.

### Kulturdenkmale und Gedenktafel

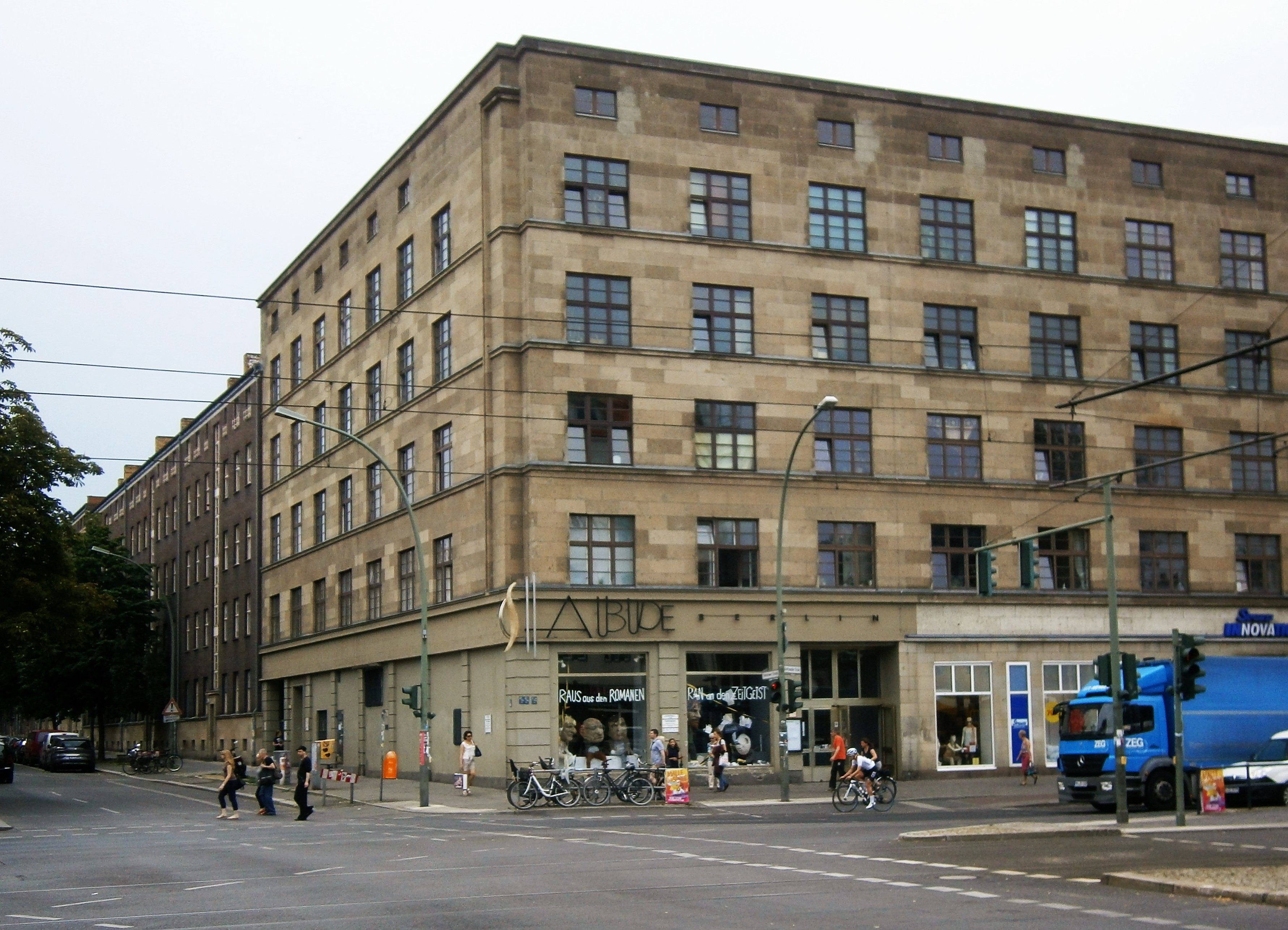
Schaubude Storkower Straße / Greifswalder Straße

Am nordwestlichen Ende der Storkower Straße an der Greifswalder Straße (nahe dem S-Bahnhof Greifswalder Straße) befindet sich ein denkmalgeschütztes Gebäude, das im Jahr 1930 nach Plänen des Charlottenburger Architekten Ernst Schneckenberg für die Karstadt AG errichtet worden war (siehe Bild). Der Denkmalschutz umfasst ebenfalls die benachbarte Wohnanlage Storkower Straße 2–24. In der DDR-Zeit befand sich in dem früheren Kaufhaus von 1949 bis 1971 die Filmbühne Atlas, ab 1973 das Puppentheater Berlin. 1993 wurde das Gebäude Domizil der Schaubude Berlin (Greifswalder Straße 81–84).
Am Wohnhaus Storkower Straße 53 befinden sich eine Gedenktafel und ein Gedenkstein für den Antifaschisten Wilhelm Blank.

## Verkehr
An der Storkower Straße befinden sich die S-Bahnhöfe Landsberger Allee und Storkower Straße (bis 1977: Zentralviehhof). Beide Stationen sind auch Teil der Berliner Ringbahn (Linien S41 und S42).
Auf der Storkower Straße verkehrt zwischen Kniprodestraße und dem S-Bahnhof Storkower Straße die Buslinie 156, von hier bis zur Möllendorffstraße die Buslinie 240. Sie bieten Umsteigemöglichkeiten zur Ringbahn sowie an der Landsberger Allee und an der Möllendorffstraße zu verschiedenen Straßenbahnlinien. Der nördliche Abschnitt der Straße ist mit einem begrünten Mittelstreifen in Richtungsfahrbahnen getrennt, auf dem sich teilweise Autoparkplätze befinden. Beiderseits der Straße sind gesonderte Fahrradwege vorhanden, in Teilen auch auf der Fahrbahn markiert.